# José Ramón Guizado
José Ramón Guizado Valdés (Ciudad de Panamá, 13 de agosto de 1899 - Miami, 2 de noviembre de 1964) fue un ingeniero y político panameño. Ocupó el cargo de segundo vicepresidente durante el segundo gobierno del presidente Arnulfo Arias Madrid, desde 1949 hasta 1951 y primer vicepresidente del presidente Alcibíades Arosemena, desde 1951 hasta 1952. Ese mismo año fue primer vicepresidente del presidente José Antonio Remón Cantera hasta el 2 de enero de 1955, cuando lo sucedió en el cargo en la noche del magnicidio, convirtiéndose en el presidente de la República.

## Biografía

### Primeros años
José Ramón Guizado Valdés nació el 13 de agosto de 1899 en la Ciudad de Panamá, hijo del comandante del Cuerpo de Bomberos Juan Antonio Guizado y Blanca Valdés. Realizó estudios en el Colegio La Salle, donde curso el tercer año de secundaria. En agosto de 1915 es enviado por sus padres a Estados Unidos para aprender el idioma inglés y pudiera ingresar a una escuela de ingeniería. Ingresó a la Escuela Preparatoria Duncan (The Duncan College Preparatory School). Al terminar el curso anual recibió su diploma de capacitación para entrar a la Universidad de Vanderbilt, graduándose de ingeniero civil en 1920. 
Regresó a Panamá y comenzó a trabajar en la Junta Central de Caminos en donde desempeñó diversas funciones, desde ingeniero de estudios hasta ingeniero jefe, dedicado al estudio, construcción, y conservación de las carreteras nacionales en las provincias de Panamá, Los Santos, Herrera, Coclé, Chiriquí y Veraguas, hasta el año de 1935.

### Vida política
Guizado se desempeñó en la política como segundo vicepresidente de Panamá en 1949 durante el segundo gobierno del presidente Arnulfo Arias Madrid. En 1950 se le ofreció el puesto de Embajador de Panamá en México, puesto que desempeñó hasta 1951. Ese mismo año fue elegido primer vicepresidente del presidente Alcibíades Arosemena, después del golpe de Estado contra Arias, y presidente del Partido Revolucionario Auténtico.  
En 1952, cuando el militar José Antonio Remón Cantera asumió el cargo de presidente de la República, Guizado ocupó el cargo de primer vicepresidente de Panamá y ministro de Relaciones Exteriores desde el 1 de octubre de 1952 hasta el 2 de enero de 1955, cuando se convirtió en presidente de la República. Además, fue Capitán del Cuerpo de Bomberos de Panamá y mayor honorario del Cuerpo de Bomberos de Managua, en Nicaragua. 

#### Asesinato del presidente José Antonio Remón Cantera
El 2 de enero de 1955, sucedió un magnicidio en el que falleció el presidente José Antonio Remón Cantera junto con otras personas heridas en el Hipódromo Juan Franco de la Ciudad de Panamá. La noche del asesinato, Guizado asumió el cargo de presidente de la República, y solicitó la colaboración internacional para resolver el caso del magnicidio por el ser el primer acontecimiento de tal magnitud en los primeros años de la República. Días después, sancionó la Ley n.º 3 del 7 de enero de 1955, ordenando la investigación del asesinato.
Durante las investigaciones, el abogado Rubén Miró Guardia confesó la autoría del asesinato y acusó a Guizado como cómplice y autor intelectual del crimen y fue juzgado y condenado antes de que el acusado principal fuera llamado a juicio. Sin la existencia de prueba alguna sobre la veracidad de las acusaciones, la Asamblea Nacional de Panamá destituyó al presidente Guizado y lo condenó a siete años de cárcel, situación que fue considerada por parte de la población como un golpe de Estado parlamentario. Durante el juicio el abogado Miró Guardia se retractó de su declaración inicial y denunció que había actuado bajo amenazas, pero los poderes públicos panameños no rehabilitaron a Guizado, sino hasta el año 1957 en que los tribunales de justicia lo declararon inocente y fue puesto en libertad.

### Últimos años y muerte
Después de ser puesto en libertad, José Ramón Guizado se autoexilió a los Estados Unidos. Falleció el 2 de noviembre de 1964 en la ciudad de Miami, Estados Unidos a la edad de 65 años.

## Obras
José Ramón Guizado es autor de los siguientes libros: 
- De una celda al infinito (1958).
- El extraño asesinato del Presidente Remón (1964).